# Доріс Ллойд
Гесс Доріс Ллойд (англ. Hessy Doris Lloyd; 3 липня 1896 — 21 травня 1968) — американська акторка.

## Біографія
Народилася в Ліверпулі, де в 1914 році почала акторську кар'єру в трупі місцевого театру. Рік потому Ллойд вирушила в США в гості до сестри і в підсумку залишилася там назавжди. З 1916 по 1925 рік акторка багато грала в бродвейських постановках, в тому числі в знаменитих «Шаленостях Зігфелда».
У 1925 році дебютувала на великому екрані, з'явившись в подальші роки у понад сотні кінокартин. Серед її кіноробіт такі стрічки як «Дізраелі» (1929), «Шерлок Холмс: Заняття в червоному» (1933), «Олівер Твіст» (1933), «Беккі Шарп» (1935), «Марія Шотландська» (1936), «Лист» (1940), «Привид Франкенштейна» (1942), «Мешканець» (1944), «Мене звуть Джулія Росс» (1945), «Відданість» (1946), «Три незнайомця» (1946), «Юна Бесс» (1953), «Машина часу» (1960) і «Звуки музики» (1965). У 1951 році Ллойд озвучувала Розу в мультиплікаційному фільмі студії «Дісней» «Аліса в Країні чудес».
Доріс Ллойд померла в 1968 році у віці 71 року. Похована на цвинтарі Форест-Лаун в Глендейлі.

## Вибрана фільмографія
- 1925 — Леді / The Lady
- 1926 — Чорний дрізд / The Blackbird
- 1926 — Йде посміхаючись
- 1930 — Сара і син
- 1932 — Тарзан, людина-мавпа
- 1933 — Забігаючи наперед
- 1934 — Вона була леді
- 1934 — Гламур
- 1944 — Леді-примара
- 1953 — Крихітка Бесс
- 1960 — Машина часу